# Sveriges ambassad i Tokyo
Sveriges ambassad i Tokyo är Sveriges diplomatiska beskickning i Japan, vilken finns i Tokyo. Ambassaden är belägen i Shiroyama Hills i stadsdelen Roppongi.

## Historik
Sverige och Japan har haft diplomatiska förbindelser sedan Dirk de Graeff van Polsbroek slöt ett handelsfördrag med Japan för Sverige-Norges räkning den 11 november 1868, men inte förrän 1907 fick Sverige en permanent representation i Japan. Sverige och Norges diplomatiska angelägenheter sköttes dessförinnan av Nederländernas beskickning. Efter Japans nederlag i andra världskriget skötte USA Japans diplomatiska förbindelser. Sverige återupprättade en officiell beskickning i Japan 1952, då Japan återfick sin självständighet.

## Fastigheten
Tomten där byggnaden står på gavs till den svenska staten som gåva av en grupp företagare på 1930-talet. 1987 sålde staten halva tomten för drygt en miljard kronor. Den nuvarande svenska ambassadanläggningen stod färdig 1991 och är ritad av arkitekten Michael Granit och hans japanske kollega Yoshito Katoh. Ambassadbyggnaden omfattar – förutom ambassaden – lokaler för ambassadens kansli, residens, handelskontor och kontor för Tillväxtanalys & ISA (Invest in Sweden Agency). Utöver detta finns det ett 20-tal personalbostäder, en konferensanläggning, en utställningshall och en rekreationsanläggning.
- Byggår: 1989–1991
- Arkitekt: Michael Granit, BSK Arkitekter AB
- Besöksadress: 1-10-3-100 Roppongi Minato-ku

## Beskickningschefer
| Namn                                   | Period    | Funktion                 | Anmärkning                               |
| -------------------------------------- | --------- | ------------------------ | ---------------------------------------- |
| Frederik Philip van der Hoeven         | 1871–1872 | Ministerresident         |                                          |
| Wilhelm Ferdinand Henrik van Wekherlin | 1872–1878 | Ministerresident         |                                          |
| Edmond W.F. Wittewaall van Stoetwegen  | 1879–1881 | Ministerresident         |                                          |
| Johannes Jakobus van der Plot          | 1881–1889 | Ministerresident         |                                          |
| Dmitri Louis van Bylandt               | 1890–1896 | Ministerresident         |                                          |
| Hannibal Casimir Johannes Testa        | 1896–1900 | Ministerresident         |                                          |
| Hannibal Casimir Johannes Testa        | 1900–1902 | Envoyé                   |                                          |
| Arthur M.D. Swerts de Landas Wyborgh   | 1902–1905 | Envoyé                   |                                          |
| John Loudon                            | 1905–1906 | Envoyé t.f.              |                                          |
| Gustaf Oscar Wallenberg                | 1906–1920 | Envoyé                   | Sidoackrediterad till Peking.            |
| David Bergström                        | 1918–1920 | T.f. Envoyé              | Sidoackrediterad till Peking.            |
| David Bergström                        | 1920–1922 | Envoyé                   | Sidoackrediterad till Peking.            |
| Oskar Ewerlöf                          | 1922–1928 | Envoyé                   | Sidoackrediterad till Peking.            |
| Johan Hultman                          | 1928–1936 | Envoyé                   | Sidoackrediterad till Peking.            |
| Widar Bagge                            | 1936–1945 | Envoyé                   | Sidoackrediterad till Bangkok.           |
| Leif Öhrvall                           | 1949–1951 | Diplomatisk representant |                                          |
| Karl-Gustav Lagerfelt                  | 1951–1952 | Diplomatisk representant |                                          |
| Karl-Gustav Lagerfelt                  | 1952–1956 | Envoyé                   |                                          |
| Tage Grönwall                          | 1956–1957 | Envoyé                   |                                          |
| Tage Grönwall                          | 1957–1962 | Ambassadör               | Sidoackrediterad till Seoul (från 1959). |
| Karl Fredrik Almqvist                  | 1963–1970 | Ambassadör               | Sidoackrediterad till Seoul.             |
| Gunnar Heckscher                       | 1970–1975 | Ambassadör               | Sidoackrediterad till Seoul.             |
| Bengt Odevall                          | 1975–1981 | Ambassadör               | Sidoackrediterad till Seoul (till 1979). |
| Gunnar Lonaeus                         | 1981–1986 | Ambassadör               |                                          |
| Ove Heyman                             | 1986–1992 | Ambassadör               |                                          |
| Magnus Vahlquist                       | 1992–1997 | Ambassadör               |                                          |
| Krister Kumlin                         | 1997–2002 | Ambassadör               |                                          |
| Mikael Lindström                       | 2002–2006 | Ambassadör               |                                          |
| Stefan Noreén                          | 2006–2011 | Ambassadör               |                                          |
| Lars Vargö                             | 2011–2014 | Ambassadör               |                                          |
| Magnus Robach                          | 2014–2019 | Ambassadör               |                                          |
| Pereric Högberg                        | 2019–2024 | Ambassadör               |                                          |
| Viktoria Li                            | 2024–idag | Ambassadör               |                                          |